# 香港聯合報
《香港聯合報》是香港一份已停刊的報章，於1992年5月4日創刊，1995年12月16日停刊。《香港聯合報》由台灣的聯合報系主辦，創辦人為王惕吾。初期的《香港聯合報》報紙版面由台灣《聯合報》編輯部編輯，經由人造衛星把版樣傳真到香港印刷發行，後來則在香港編輯，每日出紙約6張。
早年的《香港聯合報》地址位於香港九龍灣臨福街2號東方報業中心8棟B座。
自創刊以來，《香港聯合報》雖然捨得花錢，但因始終改不了其過重的「台灣風味」而無法融入香港的主流中文報業。不過，這一點卻使《香港聯合報》獲得了當地一批知識分子的青睞，日銷量曾攀升到六萬多份，在某種程度上甚至令香港知識界的傳統報紙《明報》感到威脅。但這個時期香港報業競爭激烈，《蘋果日報》創刊及《東方日報》挑起香港報紙減價戰，很多在香港規模較細小的報社都面對很大的經營壓力，也使《香港聯合報》這樣一份以知識分子為主要對象的高格調報紙也無法繼續生存。

### 延伸閱讀
- 胡又天，明報副刊2013年2月23日《我幫爸爸改社論》 （页面存档备份，存于）。於2019年1月28日查閱